# しろうと寄席 (フジテレビ)
『しろうと寄席』（しろうとよせ）は、1966年4月17日から1968年3月26日までフジテレビ系列局で放送されていたフジテレビ製作の演芸番組である。

## 概要
一般からの参加者たちが「真打」を目指し、落語・漫才・漫談・浪曲・講談・声帯模写・奇術などの芸を披露していた視聴者参加型番組。この番組から片岡鶴太郎や春風亭小朝やMr.マリックなどが巣立っていった。また、若き日の横澤彪がアシスタントディレクターを務めていた。
番組は2年続いたが、フジテレビ初の昼のワイドショー『お昼のゴールデンショー』の放送枠確保のため、1968年3月26日放送分をもって終了した。なお、最終回では「名人大会」が行われた。

## 放送時間
いずれも日本標準時。
- 日曜 19:30 - 20:00 （1966年4月17日 - 1967年3月26日）
- 火曜 12:15 - 12:45 （1967年4月4日 - 1968年3月26日）

## 出演者

### 司会
- 晴乃チック・タック

### 審査員
- 8代目桂文楽
- 初代相模太郎
- 5代目一龍斎貞丈
- アダチ龍光
- 小菅一夫

## 進行
参加者は全員一般人。参加種目は寄席芸に限る。
まず参加者は「見習」の試験を受け、それに合格した者は「前座」の試験に挑戦。そして最後に「真打」の試験に挑戦する。「真打」に合格した者は審査員から芸名を貰える。賞金は「見習」が2,000円、「前座」が5,000円、「真打」が1万円だった。
番組は2か月に1回のペースで「真打大会」を行っていた。優勝者には「名人」の称号が与えられた。「真打大会」第1回は1966年7月3日（日曜）に放送。6組の真打たちが競いあった結果、奇術でエントリーしていた20才の若手コンビが優勝し、第1回の名人位を獲得した。

## 提供
日曜19:30枠時代にはトクホン本舗（鈴木日本堂＝現・トクホン）の一社提供で放送されていたが、火曜12:15枠への移動とともにミツワ石鹸（旧法人）とノーシン（荒川長太郎合名会社＝現・アラクス）の二社提供へ移行した。

## 備考
片岡鶴太郎はこの番組出身者。
昭和30年代前半にもラジオ東京（現・TBSラジオ）で、同じタイトルの番組『しろうと寄席』が放送されていた。のちの人間国宝である柳家小三治がラジオ版『しろうと寄席』出身者である。

## 参考資料
- 産経新聞[どれ?]
- 毎日新聞縮刷版[どれ?]

| フジテレビ系列 日曜19:30枠 【本番組の放送期間中のみトクホン本舗一社提供枠】 | フジテレビ系列 日曜19:30枠 【本番組の放送期間中のみトクホン本舗一社提供枠】 | フジテレビ系列 日曜19:30枠 【本番組の放送期間中のみトクホン本舗一社提供枠】    |
| 前番組                                                                      | 番組名                                                                      | 次番組                                                                         |
| --------------------------------------------------------------------------- | --------------------------------------------------------------------------- | ------------------------------------------------------------------------------ |
| 爆笑ダイヤモンドショー（第1期） （1965年10月3日 - 1966年4月10日）           | しろうと寄席 （1966年4月17日 - 1967年3月26日）                              | ニューヨーク・パパ （1967年4月 - 1967年6月） 【水曜22:00枠から移動】           |
| フジテレビ系列 火曜12:15枠                                                  |                                                                             |                                                                                |
| テレビ結婚式 永遠に幸あれ                                                   | しろうと寄席 （1967年4月4日 - 1968年3月26日）                               | お昼のゴールデンショー（火曜） （1968年4月2日 - 1971年9月28日） ※12:00 - 12:45 |